# Lisica in veverica
Lisica in veverica je slovenska ljudska basen, katere prvi avtor na Slovenskem je Pavel Strmšek. Bil je pedagog in pisatelj, rojen 15. 12. 1891 v Sv. Petru na Medvedovem selu (danes Kristan vrh). Umrl je 5. junija 1965. Leta 1908 je basen Lisica in veverica prvič objavil v Zvončku.

## Obnova
Književni prostor v basni Lisica in veverica gozd, kamor je postavljeno celotno književno dogajanje. Tu se srečata glavni književni osebi, lisica in veverica. Ko veverica poskakuje po drevju, naleti na drevo, pod katerim domuje lisica. Ta sedi pred svojim brlogom in ko opazi veverico, jo prijazno pozdravi in se prične pogovarjati. Vpraša jo, če se nič ne boji, da bi prišel lovec in jo ustrelil, ko tako brezskrbno skače po drevju. Lisica pove veverici, da se je pravkar vrnila z lova in da je na poti srečala moža s puško in psom in ker se je zelo prestrašila, je pritekla domov. Veverico povabi k sebi v votlino, da bi jo tako ubranila pred lovcem.
Nenadoma pa njun pogovor prekine lovec s psom, ki predstavlja edino stransko osebo v basni. Lisica se skrije v svojo luknjo, veverica pa se pritisne k deblu in skrita opazuje, kaj se bo zgodilo.Pes gre v lisičin brlog in iz njega prižene lisico, ki jo nato lovec ustreli. Veverica se spet čuti varno in si misli: »Tu imaš! Meni si kopala jamo, zdaj pa si sama padla vanjo.«

## Značilnosti basni in živalskih pravljic
- neznan čas in kraj nastanka: motiv se je prenašala iz roda v rod in se je pod raznimi družbenimi vplivi, v okolju in času spreminjala in krčila ali dopolnjevala
- anonimnost: neznan avtor, znan je le avtor prvega zapisa te basni-Polenčan (=Pavel Strmšek)
- poučne vsebine, globoke etične misli in moralna vodila: Ne privošči drugemu tega, kar ne želiš, da bi se zgodilo tebi.
- v basni največkrat nastopajo živali: lisica je med našimi gozdnimi zvermi najbolj znana in najbolj razvpita
- tako živali kot neživa priroda označujejo človeške lastnosti: živali govorijo, imajo stanovanje (brlog)...
- značajska tipiziranost živali: lisica je prijazna, zvita in hinavska, veverica je  brezskrbna, poskočna
- nastopajoči nimajo imen: lisica, veverica, lovec in pes

## Analiza basni
Književne osebe: 
- glavne:
  - lisica
  - veverica
- stranske:
  - lovec s psom

Dogajalni prostor: 
- gozd

Dogajalni čas: 
- neznan

Sporočilo:
- Kdor drugemu jamo koplje, sam vanjo pade.

## Liki
Literarni lik poosebljene veverice: je vesela, poskočna, razigrana, brezskrbna. Niti ne pomisli, da bi se ji lahko kaj pripetilo.
Literarni lik poosebljene lisice: je zvita, brez velikega napora bi rada prišla do plena. Skuša zvabiti veverico v svojo luknjo, nakar se izkaže, da je ta luknja zanjo usodna, ker je v njej lahek plen lovcu.

## Interpretacija besedila na podlagi feministične teorije Clarisse Pinkole Estés

### Moški-rojen plenilec
V basni Lisica in veverica je lisica prikazana kot moški, ki bo ukanil naivno žensko, veverica pa kot ženska, ki zlahka nasede priliznjenemu moškemu. Plenilci si želijo premoči in nadvlade nad drugimi. Brez tega spoznanja se ženska ne more varno pogajati v svojem lastnem gozdu. Razumeti plenilca pomeni postati zrela žival, ki ni ranljiva zaradi naivnosti, neizkušenosti ali lahkomiselnosti. Lisica je premeten zasledovalec, ki vzbudi zanimanje, vendar jo veverica hitro spregleda.

### Naivnaženskakot lahek plen
Veverica bi lahko poosebljala mlado žensko, ki se da ukaniti. Mnoge ženske nimajo osnovnega znanja o plenilcih. Skoraj vse enkrat v življenju naletijo na mamljivo povabilo. Stvar njene vzgoje in intuicije pa je, kako se bo odzvala. Plenilec ji goljufivo obljublja varno zatočišče, čeprav načrtuje njen umor.

### Ključ do vedenja
Ključ predstavlja dovoljenje za uvid v najgloblje, najtemnejše skrivnosti psihe. Naivno ali poškodovano žensko je moč  zvabiti z obljubami o udobju, veselem uživanju in najrazličnejših užitkih. Ženska se mora dokazovati, jasno pokazati svojo odločnost in se ne sme prepustiti vplivom.

## Motivno-tematske povezave
Basen Lisica in veverica lahko primerjamo z naslednjimi basnimi in pravljicami znotraj slovenske književnosti:
Slovenske basni in živalske pravljice, založba Mladinska knjiga, Ljubljana,  1975:
- Pes in petelin

Lisica hoče spraviti petelina v nevarnost. Načrte ji prekriža petelin, ki ji v brlog pošlje psa, ki jo raztrga. Nauk basni: Kdor drugemu jamo koplje, sam vanjo pade.
- Lisica in petelin

Lisica hvali petelinovo petje in petelina pretenta, da je njena hvala iz srca. Ko pride petelin z drevesa, da bi ga lisica objela, ga požre. Nauk basni: Ne verjemi tistim, ki se ti dobrikajo.
- Volk in lisica

Lisica se smeji volku, ki je padel v volčjo jamo in mu pravi, kako da ni spoznal zvijače. Za tem se sama ujame v isto past. Nauk basni: Kdor se ob tuji nesreči smeji, se kmalu ob svoji solzi.
- Maček v črnilu

Pravce iz Benečije, založba Devin, Trst, 1995:
- Tri račice

K. Brenk: Slovenske ljudske pripovedi, založba Mladinska knjiga, Ljubljana, 1985:
- Trije velikani

Zlatorogovi čudežni vrtovi, Slovenske pripovedi o zmajih, belih gamsih, zlatih pticah in drugih bajnih živalih, založba Didakta, 2002:
- Zlata ptica

Slovenske narodne pravljice, založba Mladinska knjiga, Ljubljana, 1997:
- Prijazna in prepirljiva deklica

Nauk pravljice: Dobrota in prijaznost sta dobro nagrajeni, lakomnost pogubljena.
Basen Lisica in veverica lahko primerjamo z naslednjimi pravljicami in pripovedmi zunaj slovenske književnosti:
H. C. Andersen: Pravljice, založba Mladinska knjiga, Ljubljana,  2005:
- Kraljična na zrnu graha

Nauk pravljice: Kdor izbira, izbirek dobi.
Amurske pravljice, založba Mladinska knjiga,Ljubljana, 1991:
- Revež Monokto

Nauk pravljice: Nobeno pošteno delo ni prazen trud. Vedno prinese korist.
V sanjskem času, Avstralske pripovedi, založba Mladinska knjiga, Ljubljana, 1978:
- Ribič in kit

Nauk pripovedi: Kdor drugemu jamo koplje, sam vanjo pade.
Avstrijske pravljice, založba Mladinska knjiga,Ljubljana, 1987:
- Zakleta nevesta

Nauk pravljice: Ne želi drugemu tistega kar ne želiš da bi se zgodilo tebi.
- Zdravilni ptič

Nauk pravljice: Laž ima kratke noge.
Finske pravljice, založba Mladinska knjiga, Ljubljana, 1996:
- Zlo se z zlom maščuje, z dobrim dobro se plačuje

Nauk pravljice: Na poti do sreče naj se ti ne mudi. Prisluhni tudi drugim.
- Trije bratje na hudičevem gradu

Nauk pravljice: Kdor drugemu jamo koplje, sam vanjo pade.

## Izdaje
- Slovenske basni in živalske pravljice, Mladinska knjiga, 1975- zbral in uredil Alojzij Bolhar
- Slovenske basni in živalske pravljice, Mladinska knjiga, 1980- zbral in uredil Alojzij Bolhar
- Slovenske basni in živalske pravljice, Mladinska knjiga, 1985- zbral in uredil Alojzij Bolhar
- Slovenske basni in živalske pravljice, Mladinska knjiga, 1991- zbral in uredil Alojzij Bolhar
- Slovenske basni in živalske pravljice, Mladinska knjiga, 2004- zbral in uredil Alojzij Bolhar
- Slovenske basni in živalske pravljice, Mladinska knjiga, 2005- zbral in uredil Alojzij Bolhar